# 陸援隊
陸援隊是江戶時代後期，在1867年(慶應3年)，由土佐藩士中岡慎太郎為了討幕運動而組成的軍隊（浪士隊）。由土佐藩主山内容堂發起。在討幕運動中活躍著。
根據中岡和坂本龍馬的協議於是在海援隊之後再度創立一個與之相互支援的組織。隊長中岡以京都為根據地。隊員是由持有尊王攘夷思想的脱藩浪士集合而成、總人數70名以上。薩摩藩派遣西洋式軍学者鈴木武五郎支援並且由他對十津川鄉士約50名一起進行西洋式訓練。在中岡、龍馬於京都遭到暗殺後，由田中光顯、谷干城繼續帶領、並且在高野山對紀州藩兵進行牽制。明治後被御親兵所吸收。
不過一般認為陸援隊的内部有被新選組等幕府的密探進入臥底。而其糧食供應則由河原町的土佐藩邸所加以支付。